# Xanthodes impellens
Xanthodes impellens är en fjärilsart som beskrevs av Walker 1858. Xanthodes impellens ingår i släktet Xanthodes och familjen trågspinnare. Inga underarter finns listade i Catalogue of Life.